# Код: 999
„Код: 999“ (на английски: Triple 9) е американски филм от 2016 година, криминален трилър на режисьора Джон Хилкоут по сценарий на Мат Кук.
В центъра на сюжета е престъпна група в Атланта, която трябва да изпълни опасна поръчка на мафията и се опитва да отвлече вниманието на полицията инсценирайки убийство на полицай. Главните роли се изпълняват от Кейси Афлек, Чуетел Еджиофор, Антъни Маки, Арън Пол, Норман Рийдъс.